# Miquel Gil
Miquel Gil (né en 1956 à Catarroja) est un chanteur espagnol.

## Biographie
Il se fait connaître en tant que membre fondateur du groupe Al Tall, aux côtés de Vicent Torrent et Manolo Miralles, avec qui il reste de 1975 à 1985.
Miquel Gil remporte le premier prix, ex aequo avec Javier Bergia. Ils réalisent alors un enregistrement aux studios de RTVE avec Lucho Aguilar à la basse et Salva Ortiz à la batterie, un enregistrement qui ne leur plut pas et qu'ils ne sortent jamais. Le nouveau groupe, rebaptisé par consensus Terminal Sur et intégrant Joso Godofredo à la guitare électrique, enregistre un autre album en 1987 aux studios Sabater et Gil, Viajero, tourné en Italie et en France. Malgré le mélange des styles, il ne rencontre pas le succès escompté. Occupés par d'autres projets artistiques, les membres du groupe finirent par quitter Terminal Sur.

## Discographie partielle

### Albums studio
- 1988 : Terminal Sur: Viajero
- 1997 : Buscando tu olor
- 2001 : Orgànic
- 2004 : Katà (Galileo MC)
- 2006 :  En concert (Galileo MC)
- 2006 : Eixos
- 2011 : Per Marcianes (Temps Record)[3]
- 2011 : En Picassent, senyores
- 2019 : Geometries (Temps Record, 2019, remporte un prix Ovidi du « meilleur disque folk »)[4]
- 2021 : Arrel